# 瓦萊 (亞利桑那州)
瓦萊（英語：Valle）是位於美國亞利桑那州可可尼諾縣的一個人口普查指定地區。根據2010年美國人口普查，該地人口為832人，而該地的面積約為631.66平方千米。

## 地理
瓦萊的座標為35°39′13″N 112°08′19″W / 35.65361°N 112.13861°W，而該地最高點為海拔高度1827米（即5993英尺）。